# Траоре, Ласина
Ласина́ Траоре́ (фр. Lacina Traoré; род. 20 августа 1990, Абиджан) — ивуарийский футболист, нападающий. Выступал в сборной Кот-д’Ивуара.

## Игровая карьера

### Ранние годы
Ещё в раннем детстве из всех видов спорта выбрал футбол. Занимался в абиджанской футбольной академии «АСЕК Мимозас». Профессиональную карьеру начал в 2007 году в клубе «Стад Абиджан», в своём первом сезоне провёл 17 матчей, в которых забил 2 гола. В следующем сезоне сыграл 10 встреч, отметившись 4 мячами. Каких-либо достижений на родине не добился, поскольку ни в чемпионате, ни в Кубке команда высоких мест за это время не занимала. Тогда же на него обратили внимание клубы из Европы.

### ЧФР
В 2008 году пополнил ряды румынского клуба ЧФР из Клуж-Напоки. В первом сезоне в Румынии провёл 6 матчей и забил 1 гол в чемпионате, а также стал вместе с командой обладателем Кубка Румынии 2008/09, финальный матч которого, однако, провёл на скамейке запасных. В матче за Суперкубок Румынии 26 июля 2009 года тоже был только в запасе.
Сезон 2009/10 стал для Ласины наиболее успешным в ЧФР, в этом розыгрыше футболист провёл 25 встреч, забил 6 голов и стал, вместе с командой, чемпионом страны, а также обладателем Кубка и Суперкубка. Помимо этого, сыграл 6 матчей и забил 2 гола в розыгрыше Лиги Европы.
В сезоне 2010/11 сыграл 13 встреч, в которых забил 7 голов, в чемпионате, а также провёл 6 матчей и забил 2 мяча в розыгрыше Лиги чемпионов: 15 сентября 2010 года в домашнем матче против «Базеля» (2:1) и 8 декабря тоже дома в ворота «Ромы» (1:1).

### «Кубань»

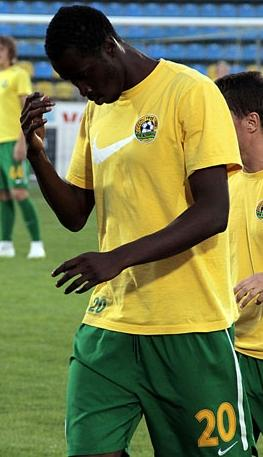
Траоре в «Кубани»

6 февраля 2011 года было сообщено, что подписано соглашение о переходе Траоре в «Кубань», по некоторым данным, сумма трансфера составила 5 млн евро, а зарплата самого игрока составит 500 тыс. евро в год, при этом она может подняться до 700 тыс. евро с учётом различных бонусов. Контракт футболист подписал на 4,5 года.
11 февраля на 77-й минуте товарищеского матча с варшавской «Легией» (2:0) Ласина впервые вышел в составе «Кубани», заменив забившего первый гол Сергея Давыдова, а на 87-й минуте встречи Траоре отдал голевую передачу Алексею Сквернюку, который установил итоговый счёт игры. 19 февраля в товарищеском матче с ереванским «Бананцем» (3:0) получил травму бедра, которая оказалась мышечным спазмом, на полное восстановление от которого необходимо около 10 дней. Дебютировал в составе «Кубани» в официальных играх 13 марта 2011 года в домашнем матче 1-го тура чемпионата против казанского «Рубина», выйдя на замену Сергею Давыдову на 76-й минуте встречи. Первый гол в официальных играх забил с пенальти 2 апреля на 45-й минуте домашнего матча 3-го тура чемпионата против московского «Спартака». Первый официальный мяч с игры забил на 9-й минуте домашнего матча 5-го тура чемпионата против «Ростова». В мае 2011 года Траоре был признан по итогам голосования болельщиков лучшим игроком «Кубани» месяца. 10 июня 2011 года в домашнем матче 12-го тура чемпионата против пермского «Амкара» Ласина отметился дублем, дважды сравняв счёт по ходу матча, а также отдал голевую передачу Георге Букуру на 88-й минуте, чем помог команде одержать в итоге волевую победу (3:2). Всего за первый год в России Траоре забил 18 голов и отдал 5 голевых передач.

### «Анжи»

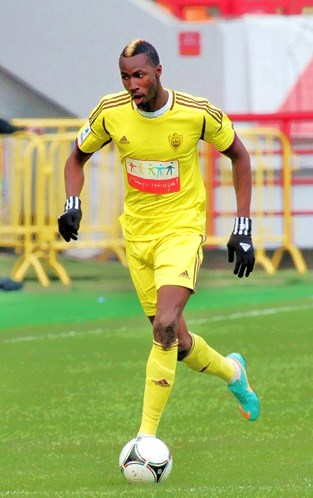
Траоре в «Анжи»

29 июня 2012 года «Кубань» объявила о переходе Траоре в «Анжи». По сведениям пресс-службы дагестанского клуба, стоимость трансфера составила 18 млн евро. 19 июля 2012 года Ласина Траоре дебютировал за «Анжи» в матче второго квалификационного раунда против венгерского клуба «Гонвед» (1:0), где отыграл 83 минуты. 22 июля 2012 года Траоре вышел в стартовом составе в матче первого тура с «Кубанью», где он забил первый гол (и победный) за новый клуб, а его клуб одержал победу со счётом 2:1.
Вместе с «Анжи» добился большого успеха. Ласина помог «Анжи» пробиться впервые в истории клуба в групповую стадию еврокубка, то есть в Лигу Европы. Всего в квалификации Траоре забил 3 гола в 4 играх. 8 ноября 2012 года Ласина, в матче четвёртого тура Лиги Европы, забил единственный мяч в ворота «Ливерпуля», благодаря чему подопечные Гуса Хиддинка одержали победу — 1:0.

### «Монако»
4 января 2014 года между «Анжи» и «Монако» была достигнута договоренность о переходе форварда. Трансфер Траоре обошёлся «Монако» в € 10 млн. Однако французский клуб отдал футболиста в аренду в английский «Эвертон» до конца сезона. Дебют игрока в английском клубе состоялся 16 февраля в матче Кубка Англии против «Суонси Сити», в котором уже на пятой минуте Ласина открыл счёт. Но оставшуюся часть сезона он пропустил из-за травмы.
В сезон 2014/15 вернулся из аренды в Монако. В матче 13-го тура чемпионата Франции против «Сент-Этьена» Траоре забил гол, посвятив его владельцу «Анжи» Сулейману Керимову.

### ЦСКА
8 июля 2016 года официальный сайт «Монако» сообщил о том, что Ласина Траоре следующий сезон проведёт на правах аренды в составе ЦСКА. В первых четырёх матчах нового сезона нападающий не отметился голами, но 10 сентября в первом матче в истории на «Арене ЦСКА» он забил сразу 2 гола и помог «армейцам» разгромить «Терек» со счётом 3:0. В итоге форвард провёл в ЦСКА лишь первую часть сезона 2016/2017. В начале 2017 года ЦСКА и «Монако» договорились о досрочном прекращении арендного соглашения. За время пребывания в армейском клубе форвард отметился 5 голами в чемпионате России и 1 голом в матчах Лиги чемпионов УЕФА.

### «Спортинг»
Свою карьеру футболист продолжил в чемпионате Испании, перейдя в хихонский «Спортинг» зимой 2017 года. «Спортинг» заключил арендное соглашение с «Монако» до конца сезона 2016/2017. За время проведённое в испанском клубе игрок отметился 2 забитыми голами.

### «Амьен»
В сезоне 2017/2018 форвард выступал за французский «Амьен». «Монако», обладающий правами на форварда отдал футболиста в аренду в «Амьен» на сезон 2017/2018. Соглашение между клубами не предусматривает право выкупа футболиста. В чемпионате Франции форвард принял участие в 18 матчах и не отметился голами.

### «Уйпешт»
24 февраля 2019 года Траоре заключил соглашение с венгерским «Уйпештом».

### Возвращение в ЧФР
15 августа 2019 вернулся в румынский ЧФР, за который выступал с 2008 по 2011 год.

## Карьера в сборной

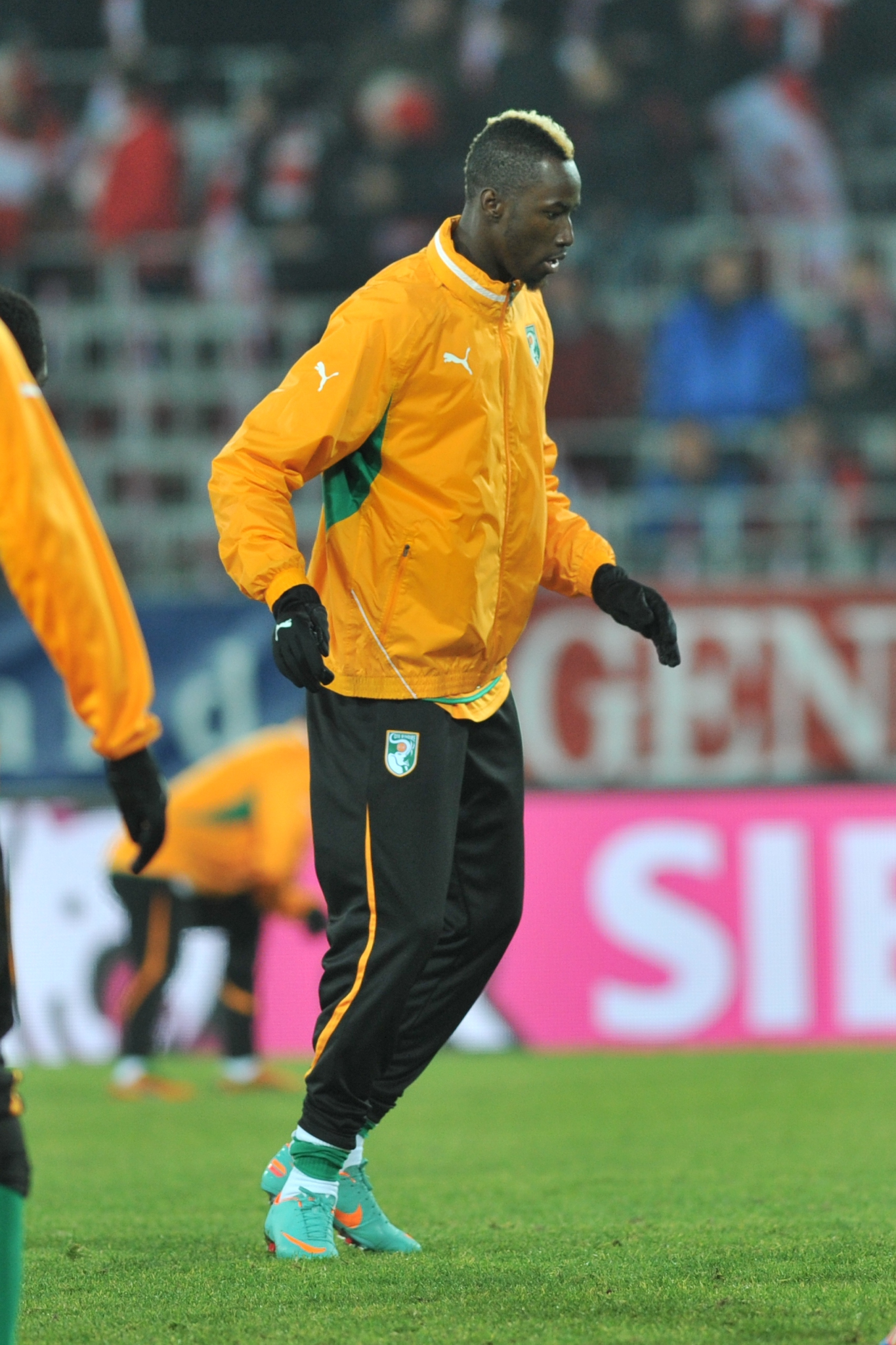
Траоре на тренировке в сборной.

Участвовал в швейцарском сборе команды перед чемпионатом мира 2010 года, главный тренер главной национальной сборной Кот-д’Ивуара Свен-Ёран Эрикссон включил Ласину в предварительный список (30 человек) на ЧМ-2010, однако в итоге на финальный турнир чемпионата мира в ЮАР Траоре не поехал.
В феврале 2011 года получил вызов в главную национальную сборную Кот-д’Ивуара. Затем 27 марта сыграл в составе олимпийской сборной страны в матче против команды Ливии, в той встрече Ласина отметился голом на 67-й минуте игры. В июне Траоре сыграл за олимпийскую сборную полный матч против команды Конго на выезде в Браззавиле, в той встрече Ласина отметился голом в 1-м тайме, сравняв счёт, а его команда в итоге одержала волевую победу (2:1). 14 ноября 2012 года в выездном товарищеском матче против Австрии дебютировал за главную сборную, сразу после перерыва выйдя на замену Вильфриду Бони и отметился на 76-й минуте забитым голом.
В январе 2013 года Ласина Траоре попал в список игроков, принявших участие в 29-м розыгрыше Кубка африканских наций. В ходе подготовки к Кубку Африки сборная Кот-д’Ивуара сыграла товарищеский матч со сборной Египта. В этом матче Траоре отметился голом, с его сборная победила со счётом 4:2.
В конце сезона 2013–14 Траоре первоначально входил в состав сборной страны на чемпионат мира, но затем был исключен из нее после того, как менеджер национальной сборной назвал окончательный состав.

## Характеристика
Траоре хорошо играет обеими ногами, демонстрирует приличную технику, неплохо читает игру, любит играть в оттяжке, поджидать моменты и развивать атаки, нередко забивает голы, набегая на передовую, не давая при этом защитникам времени на принятие правильного позиционного решения. К недостаткам Ласины иногда относят передерживание мяча и, как следствие, упущение верных моментов. В целом же Траоре оценивали как перспективного молодого нападающего, который способен забивать много, красиво и с лёгкостью, причём независимо от партнёров.

## Личная жизнь
Родители Ласины живут в Абиджане. Высокий рост ему достался от матери, а ей от деда, который, по словам игрока, был даже выше него. Есть жена и сын. Свободное время Траоре любит проводить за видеоиграми, по его словам, часами может устраивать на приставке боксёрские поединки. По вероисповеданию — мусульманин. Ласина утверждает, что, несмотря на данные на различных порталах, у него отсутствует паспорт Буркина-Фасо.

## Достижения
Командные
ЧФР
- Чемпион Румынии: 2009/10
- Обладатель Кубка Румынии (2): 2008/09, 2009/10
- Обладатель Суперкубка Румынии (2): 2009, 2010

«Анжи»
- Бронзовый призёр чемпионата России: 2012/13
- Финалист Кубка России: 2012/13

Сборная Кот-д`Ивуара
- Обладатель Кубка африканских наций: 2015

Личные
- В списках 33 лучших футболистов чемпионата России: № 2 (2011/12)

## Статистика

### Клубная статистика
| Выступление      | Выступление      | Выступление      | Лига | Лига | Кубок страны | Кубок страны | Еврокубки | Еврокубки | Итого | Итого |
| Клуб             | Лига             | Сезон            | Игры | Голы | Игры         | Голы         | Игры      | Голы      | Игры  | Голы  |
| ---------------- | ---------------- | ---------------- | ---- | ---- | ------------ | ------------ | --------- | --------- | ----- | ----- |
| Стад Абиджан     | Чемпионат КдИ    | 2008             | 27   | 6    | —            | —            | 0         | 0         | 27    | 6     |
| Стад Абиджан     | Итого            | Итого            | 27   | 6    | —            | —            | 0         | 0         | 27    | 6     |
| ЧФР              | Лига I           | 2008/09          | 6    | 1    | 0            | 0            | 0         | 0         | 6     | 1     |
| ЧФР              | Лига I           | 2009/10          | 25   | 6    | 4            | 2            | 8         | 2         | 37    | 10    |
| ЧФР              | Лига I           | 2010/11          | 13   | 7    | 1            | 0            | 6         | 2         | 20    | 9     |
| ЧФР              | Итого            | Итого            | 44   | 14   | 5            | 2            | 14        | 4         | 63    | 20    |
| Кубань           | Премьер-лига     | 2011/12          | 39   | 18   | 1            | 0            | 0         | 0         | 40    | 18    |
| Кубань           | Итого            | Итого            | 39   | 18   | 1            | 0            | 0         | 0         | 40    | 18    |
| Анжи             | Премьер-лига     | 2012/13          | 24   | 12   | 3            | 0            | 8         | 6         | 35    | 18    |
| Анжи             | Премьер-лига     | 2013/14          | 5    | 1    | 0            | 0            | 2         | 0         | 7     | 1     |
| Анжи             | Итого            | Итого            | 29   | 13   | 3            | 0            | 10        | 6         | 42    | 19    |
| Эвертон          | Премьер-лига     | 2013/14          | 1    | 0    | 1            | 1            | 0         | 0         | 2     | 1     |
| Эвертон          | Итого            | Итого            | 1    | 0    | 1            | 1            | 0         | 0         | 2     | 1     |
| Монако           | Лига 1           | 2014/15          | 6    | 1    | 0            | 0            | 2         | 0         | 8     | 1     |
| Монако           | Лига 1           | 2015/16          | 19   | 3    | 2            | 5            | 6         | 2         | 27    | 10    |
| Монако           | Итого            | Итого            | 25   | 4    | 2            | 5            | 8         | 2         | 35    | 11    |
| ЦСКА             | Премьер-лига     | 2016/17          | 12   | 3    | 1            | 0            | 5         | 1         | 18    | 4     |
| ЦСКА             | Итого            | Итого            | 12   | 3    | 1            | 0            | 5         | 1         | 18    | 4     |
| Всего за карьеру | Всего за карьеру | Всего за карьеру | 177  | 58   | 13           | 8            | 37        | 13        | 227   | 79    |

### Матчи и голы за сборную
| Матчи и голы Ласина Траоре за сборную Кот-д’Ивуара | Матчи и голы Ласина Траоре за сборную Кот-д’Ивуара | Матчи и голы Ласина Траоре за сборную Кот-д’Ивуара | Матчи и голы Ласина Траоре за сборную Кот-д’Ивуара | Матчи и голы Ласина Траоре за сборную Кот-д’Ивуара | Матчи и голы Ласина Траоре за сборную Кот-д’Ивуара |
| №                                                  | Дата                                               | Оппонент                                           | Счёт                                               | Голы Траоре                                        | Соревнование                                       |
| -------------------------------------------------- | -------------------------------------------------- | -------------------------------------------------- | -------------------------------------------------- | -------------------------------------------------- | -------------------------------------------------- |
| 1                                                  | 14 ноября 2012                                     | Австрия                                            | 3:0                                                | 1                                                  | Товарищеский матч                                  |
| 2                                                  | 14 января 2013                                     | Египет                                             | 4:2                                                | 1                                                  | Товарищеский матч                                  |
| 3                                                  | 26 января 2013                                     | Тунис                                              | 3:0                                                | -                                                  | Кубок африканских наций 2013                       |
| 4                                                  | 3 февраля 2013                                     | Нигерия                                            | 1:2                                                | -                                                  | Кубок африканских наций 2013                       |
| 5                                                  | 8 июня 2013                                        | Гамбия                                             | 3:0                                                | 1                                                  | Отборочные матчи ЧМ-2014                           |
| 6                                                  | [16 июня 2013                                      | Танзания                                           | 4:2                                                | 1                                                  | Отборочные матчи ЧМ-2014                           |
| 7                                                  | 12 октября 2013                                    | Сенегал                                            | 3:1                                                | -                                                  | Отборочные матчи ЧМ-2014                           |
| 8                                                  | 31 мая 2014                                        | Босния и Герцеговина                               | 1:2                                                | -                                                  | Товарищеский матч                                  |
| 9                                                  | 15 января 2015                                     | Швеция                                             | 0:2                                                | -                                                  | Товарищеский матч                                  |
| 10                                                 | 4 февраля 2015                                     | ДР Конго                                           | 3:1                                                | -                                                  | Кубок африканских наций 2015                       |

Итого: 10 матчей / 4 гола; 7 побед, 0 ничьих, 3 поражения.